# Wakenitz
Wakenitz er en flod i det nordlige Tyskland, beliggende i den sydøstlige del af delstaten Slesvig-Holsten med udspring i Ratzeburger See i Ratzeburg. Den er omkring  14,5 km lang og løber ud i floden Trave i Lübeck. Det meste af østsiden af floden danner grænse mellem Slesvig-Holsten og Mecklenburg-Vorpommern. Efter anden verdenskrig udgjorde floden en del af jerntæppet mellem Vest- og Østtyskland.
Wakenitz har et afvandingsområde på omkring 445 km².